# TV Åland
 (avril 2022).
Si vous disposez d'ouvrages ou d'articles de référence ou si vous connaissez des sites web de qualité traitant du thème abordé ici, merci de compléter l'article en donnant les références utiles à sa vérifiabilité et en les liant à la section « Notes et références ».
TV Åland est une chaîne de télévision locale privée diffusant principalement dans les zones urbaines des îles d'Åland qui est une province autonome de la Finlande.
TV Åland a commencé ses diffusions au cours de l'automne 1984, avec sa première diffusion en septembre de cette année. Le canal a été utilisé par plusieurs entreprises au cours de son existence à savoir Ålands Videoproduktion Ab qui était la société principale principale de 1984 jusqu'à sa faillite au milieu des années 1990, date à laquelle Weman Media AB a repris l'exploitation de cette chaîne. Le canal est actuellement géré par la télévision Åland AB productions.
La chaîne est disponible via le réseau MCA, Vikingaåsens antennförening et Godby antennförening. Alcom IPTV offre également un service VoD. La programmation a également été distribué via Ålands Radio / TV et les opérateurs d'antennes locales partout Åland.
La chaîne atteint environ 80 % de la population de Åland.